# خالد الحلفاوي
خالد الحلفاوي هو مخرج مصري، بدأ مشواره كمساعد مخرج وفي عام 2015 قام بإخراج أول فيلم له، أشتهر لإخراجه مسلسل الوصية (2018)

## بدايته
ألتحق في معهد السينما قسم سيناريو، وبعد قبوله ترك المعهد ودرس التجارة باللغة الإنجليزية، وعمل محاسبًا لفترة 3 سنوات ولكنه لم يحب تلك التجربة، حتى قام بكتابة سيناريو وقرأه أحد المخرجين، فأشار عليه بالاتجاه إلى الإخراج.

## حياته الخاصة
هو نجل الممثل نبيل الحلفاوي والممثلة فردوس عبد الحميد.

## أعماله

### مساعد مخرج
- 2000: زيزينيا الجزء الثاني
- 2001: للعدالة وجوه كثيرة
- 2002: لدواعي أمنية
- 2003: أدهم وزينات والثلاث بنات
- 2004: مصر الجديدة
- 2006: واحد من الناس
- 2006: مطعم تشي توتو
- 2007: الجزيرة
- 2009: أعز أصحاب

### مخرج
- 2015: زنقة ستات
- 2016: كدبة كل يوم
- 2016: عشان خارجين
- 2017: يا تهدي يا تعدي
- 2018: خلاويص
- 2018: الوصية
- 2019: نادي الرجال السري
- 2019: بدل الحدوتة تلاتة
- 2021: حلوة الدنيا سكر
- 2022: مكتوب عليا
- 2022: تسليم أهالي
- 2023: كامل العدد

## وصلات خارجية
- خالد الحلفاوي على موقع IMDb (الإنجليزية)
- خالد الحلفاوي على موقع الدهليز
- خالد الحلفاوي على موقع قاعدة بيانات الأفلام العربية
- خالد الحلفاوي على موقع قاعدة بيانات الفيلم (الإنجليزية)